# Saraj (Gouden Horde)
Saraj Batoe (Russisch: Старый Сарай, Staryj Saraj, ook geschreven als Sarai, Saray, Oud-Saraj of Saray-al-Maqrus) was een hoofdstad van de Gouden Horde en een van de grootste steden van de middeleeuwse wereld, met een bevolking die door de Britannica werd geschat op 600.000 inwoners.
De stad lag mogelijk aan de Achtoeba, deel van de benedenloop van de Wolga in de buurt van het huidige dorp Selitrjannoje in het district Charabalinski van de oblast Astrachan, ongeveer 120 kilometer ten noorden van de stad Astrachan. 
De bouw van de stad wordt toegeschreven aan Batu Khan in de jaren 40 van de 13e eeuw.
Het bestaan van Nieuw-Saraj (Saraj Berke, Saray-al-Jadid), naar verluidt gesticht door Berke Khan, wordt betwist. Als de stad zou hebben bestaan, zou deze waarschijnlijk hebben gelegen op de archeologische vindplaats Tsarev dat ook aan de Achtoeba ligt op 55 kilometer ten zuiden van Wolgograd. De bisschoppen van Kroetitsy woonden hier van 1261 to 1454.
Saraj werd verscheidene malen verwoest. Timoer Lenk vernietigde Saraj rond 1395, Meñli I Giray van de Kanaat van de Krim vernietigde Saraj rond 1502. De uiteindelijke vernietiging vond plaats na 1556 toen Ivan IV van Rusland het kanaat Astrachan veroverde.
Van 1623 tot 1624 ondernam handelaar Fedot Kotov een reis naar Perzië. Hij gaf de volgende beschrijving van de benedenloop van de Wolga: 
Hier bij de rivier de Achtoeba is de plaats van de Gouden Horde. Het hof van de kan, de paleizen en hoven en moskeeën zijn allemaal gemaakt van steen. Maar nu worden al deze gebouwen ontmanteld en de stenen vervoerd naar Astrachan.